# Bogdanátika
Bogdanátika är en ort i Grekland.   Den ligger i prefekturen Nomós Kerkýras och regionen Joniska öarna, i den västra delen av landet, 300 km väster om huvudstaden Aten. Bogdanátika ligger 98 meter över havet och antalet invånare är 141. Den ligger på ön Paxós.
Terrängen runt Bogdanátika är platt österut, men åt nordväst är den kuperad.  Närmaste större samhälle är Gáïos, 1,2 km öster om Bogdanátika. 